# ユンガスの道

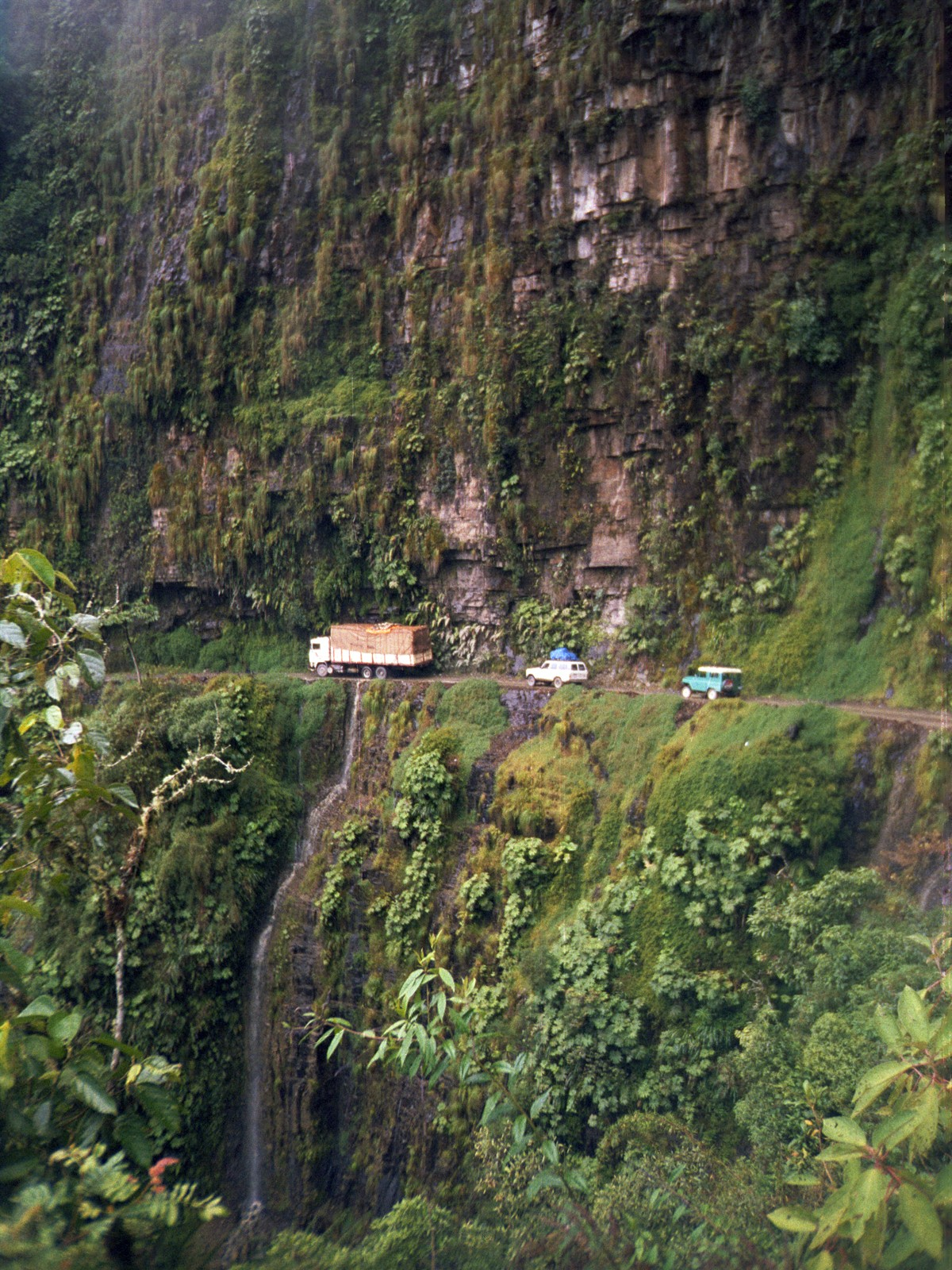
ユンガスの道の遠景

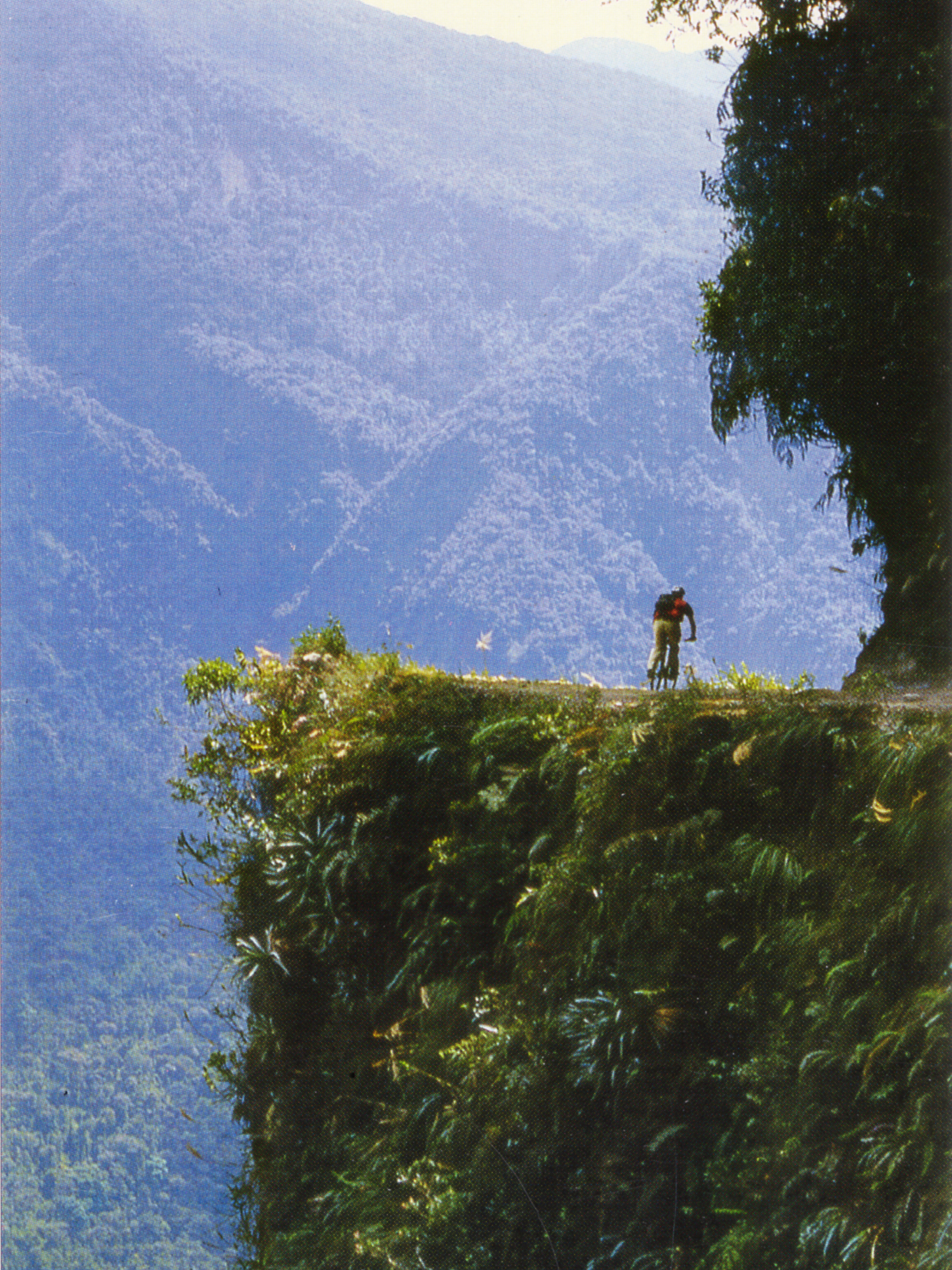
ユンガスの道

ユンガスの道（ユンガスのみち、スペイン語: Carretera de Los Yungas）は、ボリビアの首都、ラパス市から北東方向のユンガス地方に延びている長さ約80kmの山岳道路。切り立った断崖に取り付けられた部分が長く、頻繁に転落事故が起こっていたためデス・ロード（英: Death Road）として知られている。

## 概要

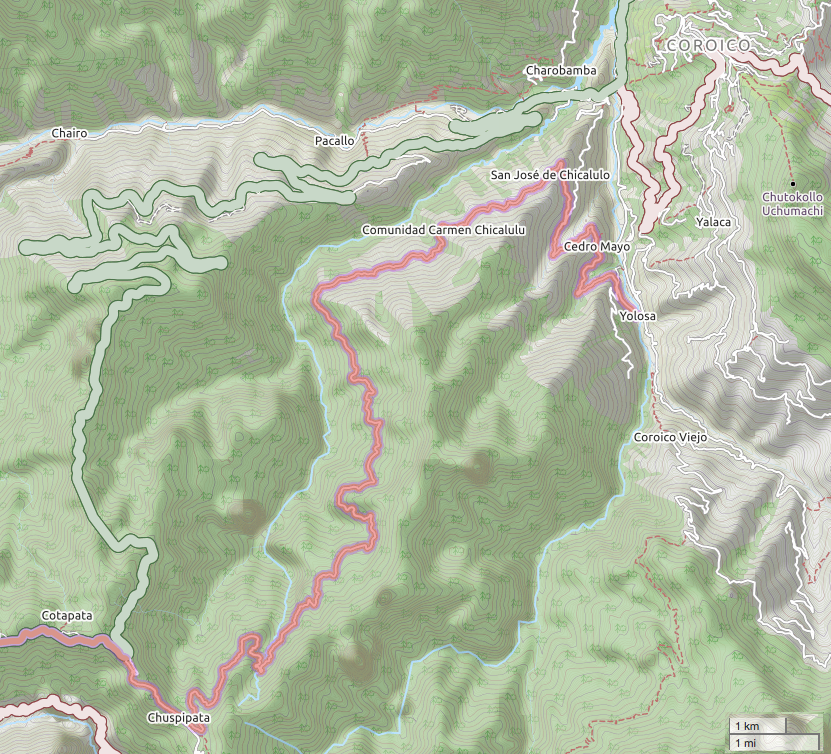
赤線:旧道のルート
青線:新道のルート

この道路は標高3,600mのラパスから国道3号線として標高4,650mのクンブレ峠（La Cumbre Pass）を越えた後、海抜1,500mほどのコロイコ（Coroico）へ至る。
デス・ロードとして知られるのは国道3号線の旧道の部分であり、北ユンガスの道（西: 西: Norte Carretera de Los Yungas）とも呼ばれる。
また道中のウンドゥアビにある分岐地点で国道25号線から南部ユンガスへ向かう方面には、国道25号線沿いのウアンカネと国道40号線沿いのコタパタを結ぶ南ユンガスの道（西: Sur Carretera de Los Yungas）が存在する。
1930年代のチャコ戦争中にパラグアイ人捕虜によって開設されて以来、1990年代までの長きにわたってボリビア北部のアマゾン森林地帯と大都市ラパスを結ぶ数少ない道の一つであり、ユンガスの農産物をラパスに運ぶトラックや、ユンガスにある保養地に向かうバスなどの往来が激しかった。
幅員は車1台分程度（場所によっては3m程度）しか無く、ガードレールが無いため、現在でも極めて危険な状態にある。さらに、この地域は雨や霧が多い雲霧林にあり、視界が著しく失われる事もしばしばで、泥状になった路面に山肌からの落石もある。つづら折れになった道路はほとんどの場所で崖っぷちになっており、垂直に800mも切り立っている箇所もある。このため事故による死者の数が多い事でよく知られている（年平均209回の事故が起こり96人が死亡している）。米州開発銀行は1995年に「世界でもっとも危険な道路」と呼称している。
1983年7月24日にはバスがこの道路から谷底に転落し、100人以上の死者を出す大事故があった。これはボリビアの交通事故としては最悪のものである。
ボリビアの自動車道路は右側通行であるが、この道路を運転する際には例外的に左側通行となる。理由は、車がすれ違う際に左側の運転席に座るドライバーが、左側の路肩を確実に確認できるようにするためである。また法令により、上り方向（ラパスに向かう方向）の車は下り方向（ユンガスに向かう方向）よりも優先されることが定められている。
BBCの自動車番組トップ・ギアのスペシャル版では、ここを通過するシーンがあり、左側通行の狭い道をトラックやバスがすれ違う様子が確認できる。

## 新道

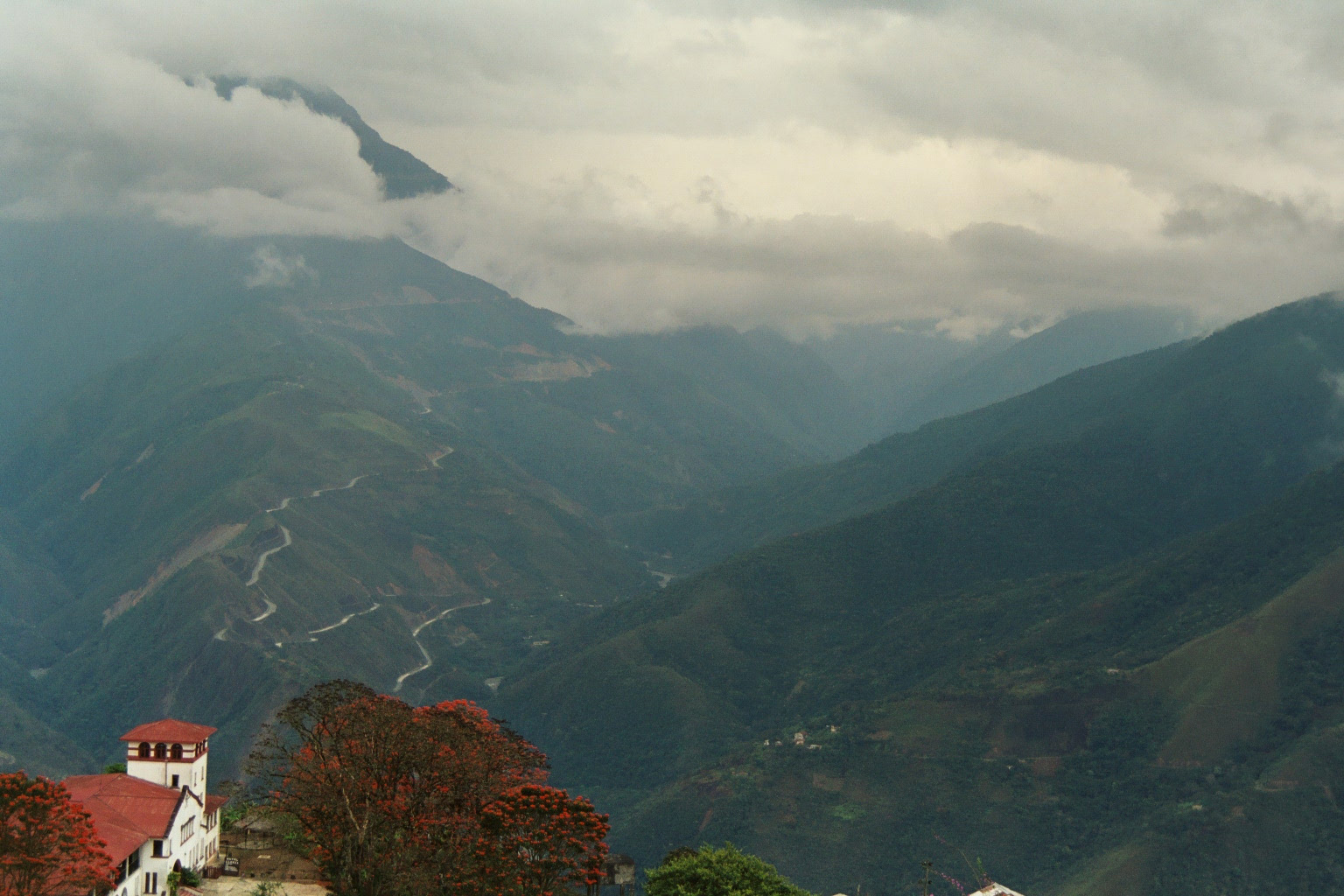
コロイコから望む工事途中の国道3号線（2003年）

従来の道路がこのようにあまりに劣悪であったため、1998年に国道3号線に指定された新しい道路が旧道から大きく北へ迂回して、計画から20年の工期を経て2006年にようやく完成した。2006年12月の時点でラパスからカラナビまで約160kmが2車線幅で舗装済み。コロイコへもこちらのルートが使われている。

### 旧道の観光利用

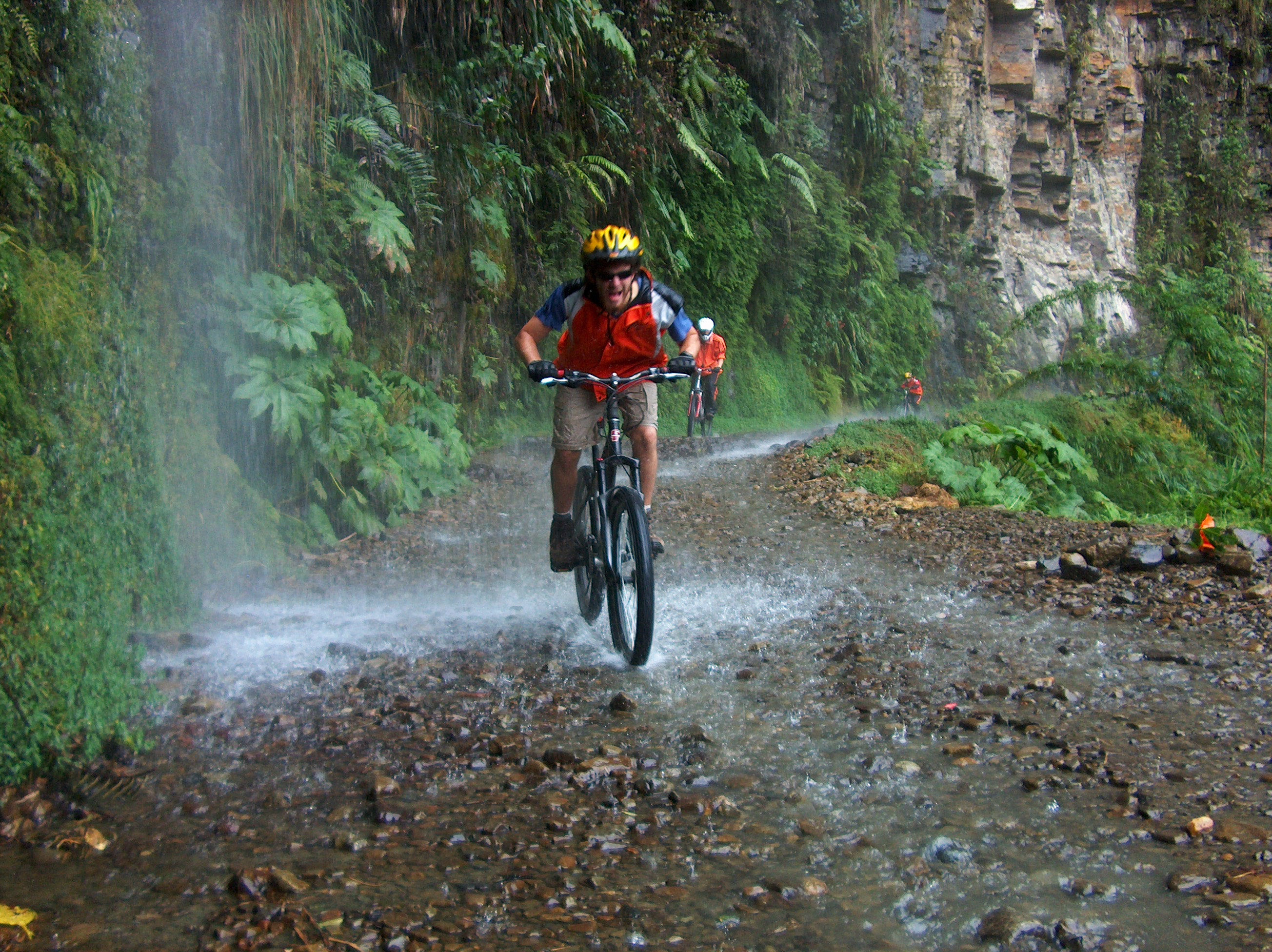
ユンガスの道を走るマウンテンバイクの愛好者

また1990年代から、ダウンヒルを好むマウンテンバイクの愛好者がこの長い下り坂と絶景を楽しんでおり、新道の開通によって通行量が減った旧道は観光の目玉になりつつある。しかし、依然として危険な場所であることに変わりはない。2011年5月31日には、自転車で下るツアーに参加していた日本人女性（32歳）が転落事故で死亡している。

## 周辺の名所・施設
- ラ・センダ・ヴェルデ（英語版） (La Senda Verde) - 野生動物の救護施設を有する自然動物公園。
- ボリビアカトリック大学カンペシーナ学部カルメンパンパ校（スペイン語版、英語版、ドイツ語版） - 農村地域における貧困の解決を課題とする大学施設。